# Црква Свете Тројице у Горњану
44° 14′ 38″ С; 22° 03′ 43″ И / 44.2438476° С; 22.0618513° И
Црква Свете Тројице је православна црква у селу Горњане, на територији града Бора и припада Епархији тимочкој Српске православне цркве.
Црква је подигнута 1900. године, залагањем тадашњег пароха Марка Швабића, a о трошку мештана села Горњане. Посвећена је Светој Тројици.